# Thumbnail gallery post
 (décembre 2024).
Si vous disposez d'ouvrages ou d'articles de référence ou si vous connaissez des sites web de qualité traitant du thème abordé ici, merci de compléter l'article en donnant les références utiles à sa vérifiabilité et en les liant à la section « Notes et références ».
Pour les articles homonymes, voir TGP.
Le thumbnail gallery post (TGP) est un type répandu de site Web pornographique, fournissant des liens vers du contenu gratuit. Le contenu peut être des images ou des vidéos.